# Große Trübsal

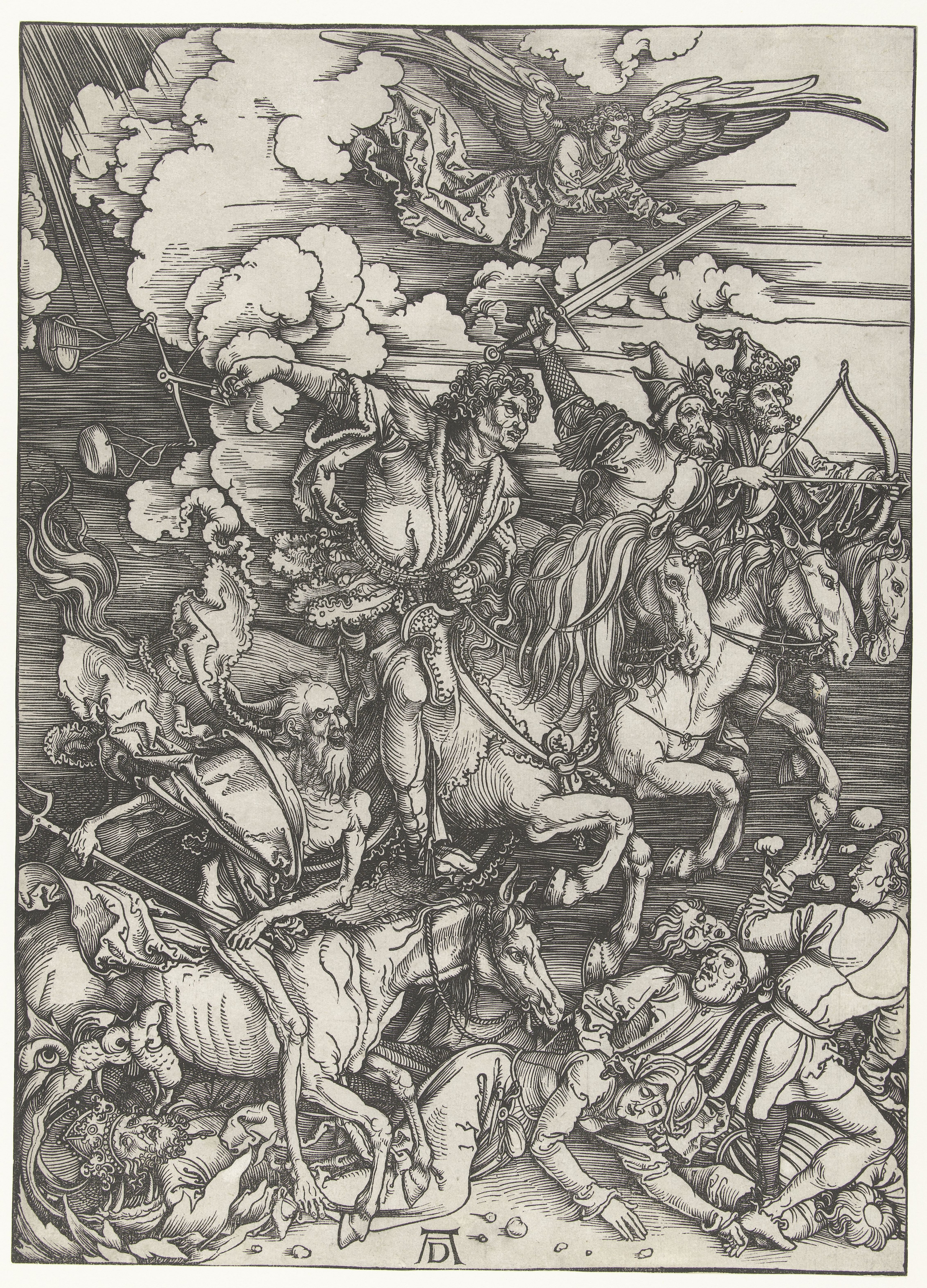
Albrecht Dürer: Die apokalyptischen Reiter

Der Begriff Große Trübsal (altgriechisch μεγάλη θλῖψις megálē thlĩpsis), auch Große Drangsal, Große Bedrängnis oder Große Trübsalszeit, bezeichnet in der christlichen Eschatologie eine erwartete dramatische endzeitliche Phase der Not, die der Neuschöpfung der Welt vorausgeht. Der Begriff wird wörtlich verwendet in der Endzeitrede Jesu im Matthäusevangelium (Mt 24,21 ) sowie in der Offenbarung (Offb 7,14 ).

## Hintergrund
Mit dieser erwarteten Trübsalszeit verbinden sich folgende Vorstellungen: Am Beginn steht ein Bund, den der Antichrist mit Israel schließt. Als Dauer der Trübsalszeit werden sieben Jahre angenommen, aufgrund der 70 Jahrwochen des alttestamentlichen Buches Daniel (Dan 9,24-27 ). Die Trübsalszeit ist ein Strafgericht über die Nationen und über Israel, und führt zur Umkehr des Volkes Israel, das am Ende der Trübsal Jesus als Messias anerkennen wird.
„Trübsal“ ist dabei die Übersetzung, welche die Lutherbibel für das griechische Wort thlĩpsis (θλῖψις) verwendet. Andere Übersetzungsmöglichkeiten sind: Druck, Bedrückung, Bedrängnis. Dieses Wort kommt im Neuen Testament 45-mal vor als Bezeichnung für verschiedene Arten von Not, z. B. Verfolgung, Gefängnis, Krieg, Krankheit, Hunger, aber auch für Angst und Traurigkeit.
Die Große Trübsal der Endzeit, von der in Matthäus (Mt 24 ), Markus (Mk 13 ) und der Offenbarung gesprochen wird, wird als ein Verdichten all dieser Nöte, eine Zeit von Krieg und Naturkatastrophen geschildert. Dazu gehören insbesondere die Sieben Siegel und die Apokalyptischen Reiter in der Offenbarung.

## Auslegungsmöglichkeiten
Je nach Auslegung der eschatologischen Texte wird auch die Große Trübsal unterschiedlich ausgelegt:
- eine symbolische Zeit;
- ein Geschehnis der Vergangenheit (z. B. Christenverfolgungen);
- ein Gottesgericht über die Juden durch die Eroberung Jerusalems im Jahr 70 unter Titus[3] (siehe auch Präterismus);
- ein Ereignis, das in der nahen oder fernen Zukunft kommen wird – in dieser Variante wird die Länge dieser Zeit meistens mit sieben Jahren angegeben.

Die letztgenannte Sichtweise spielt insbesondere im Prämillenarismus (Theorie einer Wiederkunft von Jesus Christus vor dem 1000-jährigen Reich) und hier besonders im Dispensationalismus (Lehre verschiedener biblischer Zeitalter) eine wesentliche Rolle, sowohl in der Theologie als auch in der Vorstellung der Gläubigen. Dabei gibt es innerhalb des Prämillenarismus noch drei Auslegungsvarianten, die das Verhältnis zwischen Großer Trübsal und Entrückung der Gläubigen bzw. der Wiederkunft Jesu Christi betreffen:
- Die Gläubigen werden vor Beginn der Großen Trübsal zu Jesus Christus entrückt (Vorentrückungslehre oder Prä-Tribulationismus genannt). Diese Sichtweise ist besonders im dispensationalistischen Lehrsystem verbreitet und wurde durch die Romanserie Left Behind in weiteren Kreisen popularisiert (einer breiten Öffentlichkeit zugänglich).
- Die Christen werden nach der Hälfte der Zeit, also nach dreieinhalb Jahren, entrückt.
- Die Christen erleben die ganze Zeit mit und werden nachher entrückt (Nachentrückungslehre oder Post-Tribulationismus genannt).

Einige Autoren lehren die teilweise Entrückung. Hier wird davon ausgegangen, dass nur die Christen, die ganz treu sind, vor der Trübsalszeit entrückt werden und die anderen zur Läuterung durch die Trübsal hindurchmüssen, wobei die meisten von ihnen den Märtyrertod erleiden.
Verschiedene christliche Autoren bezeichnen lediglich die zweite Hälfte der Trübsalszeit als „Große Trübsal“. Es wird damit unterschieden zwischen der „Trübsal“ (sieben Jahre) und der „Großen Trübsal“ (die letzten dreieinhalb Jahre). Hintergrund ist, dass die in der Bibel beschriebenen Geschehnisse in der zweiten Hälfte noch viel dramatischer sind.

## Ablauf und wichtige Ereignisse der Trübsalszeit
In der prämillenaristischen Denkschule wird die Trübsal grundsätzlich in zwei Abschnitte unterteilt. Dabei soll in der Mitte der Trübsalszeit ein „Gräuelbild der Verwüstung“ (Dan 9,27 ) durch den Antichristen im Tempel Gottes aufgestellt werden. In der ersten Hälfte wird der Prophet Elija auftreten, es wird ein weltweites Regierungssystem von zehn Königen mit zehn Reichen geben. Einige Autoren vertreten die Ansicht, dass die Zahl zehn auch als kleine, aber abgeschlossene Zahl gedeutet werden kann, im Sinn von etwa zehn.
Für die erste Hälfte der Trübsalszeit sehen die Autoren die Siegel-Gerichte nach Offb 6  und die Posaunen-Gerichte nach Offb 9 . Für die zweite Hälfte der Trübsalszeit liegt die Betonung auf den sieben Zornschalengerichten (Offb 15 ).

„In den hier geschilderten letzten Reihe von Gerichten wird den Menschen die Strafe über die Sünde gezeigt. Wir können daher von strafenden Gerichten sprechen.“

Erst nachdem alle Gerichte vollendet sind, wird Jesus Christus wiederkommen (Offb 19,11–21 ) und das Tausendjährige Reich aufbauen (Offb 20,1–15 ).
Basierend auf Offb 9,20  gehen die meisten Autoren davon aus, dass die große Mehrheit trotz der Trübsalszeit nicht Gott suchen wird. Die anderen werden darin als Märtyrer umkommen, haben dafür aber an der Auferstehung teil. Hingegen wird aus Israel ein messiastreuer Rest entstehen, der mit der symbolischen Zahl von 144.000 angedeutet wird.